# Књига страшног суда
Књига страшног суда (енгл. Domesday book; лат. Liber de Wintonia) састављена је 1086. године у Енглеској. Представља споменик дељења земље између краља и нормандијских феудалаца. Представља један од првих пописа становништва и земље у историји. 

## Књига
Књигу страшног суда донео је краљ Вилијам Освајач 20 година након битке код Хејстингса и освајања власти у Енглеској. Називом „књига страшног суда” желео је да покаже да ће књига вредети до краја света. У почетку је писана на пергаменту (од коже), а у облику књиге појављује се тек 1783. године. Књига је садржала податке о томе које грофовије припадају краљу, које духовним и световним сениорима, колико на сваком од поседа има пружних запрега, колико је на њему вилана (сељака са нормалном дневницом), бордарија и котарија (ситних сељака), серва (кућних робова), а колико слободних. Такође су унети и приближни приходи поседа у новцу. Краљ је желео знати колико тачно може убирати новца од феудалаца.
Књига представља један од најзначајнијих споменика историје феудалне Европе. Ни у једној земљи није познат тако рани попис земље.